# Shirō Yoshii
Pour les articles homonymes, voir Yoshii.
Shirō Yoshii (吉井 四郎, Yoshii Shirō),  né en 1919 et décédé en 1992, est un ancien entraîneur japonais de basket-ball.